# Boeing Yellowstone Project
Yellowstone — проект компании Boeing по замене всего модельного ряда гражданских самолётов на высокотехнологичные модели. Новые технологии будут включать (или включают) использование композиционных материалов в конструкции планера, более широкое использование электрических систем вместо гидравлических и более экономичных турбореактивных двигателей, таких как Pratt & Whitney PW1000G, General Electric GEnx, CFM International LEAP56 и Rolls-Royce Trent 1000. Общее название «Yellowstone» относится к технологическому пакету, отдельные проекты обозначаются индексами «Y1», «Y2» и «Y3».
Первым воплощенным проектом из серии Yellowstone стал Y2, который пошёл в серию под названием Boeing 787.

## Проекты Yellowstone
Yellowstone разделён на три проекта:
- Boeing Y1 заменит линейку моделей Boeing 737[2]. Проект Y1 будет иметь вместимость от 100 до 200 пассажиров и станет вторым проектом Yellowstone. В ноябре 2009 года Boeing подал патентную заявку (опубликована в августе 2010 года), изображающую эллиптический композитный фюзеляж[3][4]. В начале 2011 года Boeing обнародовал планы по замене модели 737, которую планируется запустить в серию в 2020 году[5][6]. Однако решение запустить в серию замену модели 737 было отложено после объявления о начале работ по проекту 737 MAX, обновлённой модели 737 с новыми двигателями[7][8].

- Boeing Y2 заменил модель Boeing 767. Он также может заменить модель 777-200[9]. Код Y2 изначально обозначал высокоэкономичный и более привычный по компоновке самолёт по сравнению с Boeing Sonic Cruiser, имевший шифр «Glacier»[10]. В настоящее время проект завершён и производится под наименованием Boeing 787 Dreamliner. Он конкурирует с Airbus A330, Airbus A340, Airbus A350.

- Boeing Y3 должен заменить модели 777-300 и 747. Y3 должен занять нишу пассажировместимости на 300—600+ человек и предположительно станет третьим проектом Yellowstone. Он призван конкурировать с Airbus A380, а также со старшей модификацией Airbus A350, A350-1000, которая вышла на рынок в 2015 году. В июне 2010 года сообщалось, что авиакомпания Emirates, являющаяся крупнейшим эксплуатантом модели 777, ведёт переговоры с Boeing о планах замены Boeing 777.[11]